# سيلجي رينامو
سيلجي رينامو (بالنرويجية البوكمول: Silje Reinåmo)‏ هي راقصة وممثلة نرويجية، ولدت في 25 أغسطس 1982 في النرويج.

## وصلات خارجية
- سيلجي رينامو على موقع IMDb (الإنجليزية)
- سيلجي رينامو على موقع قاعدة بيانات الفيلم (الإنجليزية)